# Лепелей
Лепелей (Леплейка) — река в Мордовии, правый приток Алатыря.
Длина реки — 13 км (от истока длиннейшего водотока). Берёт начало в 2 км к югу от села Керамсурка в Атяшевском районе. Течение проходит по открытой холмистой местности. В верховьях течёт через упомянутое село на север по извилистой траектории, далее течёт на северо-восток по Ардатовскому району. В низовьях на реке расположено село Безводное, ниже села русло канализовано. Впадает в Алатырь по правому берегу в 51 км от его устья. Уровень уреза воды в устье — 86,5 м абс. (Тургеневское водохранилище).
В верховьях течёт по оврагу глубиной до 12 м, в среднем течении его глубина около 5 м. В среднем течении русло заросло кустарниковой растительностью. Имеются малые пруды в бассейне.

## Данные водного реестра
По данным государственного водного реестра России относится к Верхневолжскому бассейновому округу, водохозяйственный участок реки — Алатырь от истока и до устья, речной подбассейн реки — Сура. Речной бассейн реки — (Верхняя) Волга до Куйбышевского водохранилища (без бассейна Оки).
Код водного объекта в государственном водном реестре — 08010500212110000038819.